# Kamimuria klapaleki
Kamimuria klapaleki is een steenvlieg uit de familie borstelsteenvliegen (Perlidae). De wetenschappelijke naam van de soort is voor het eerst geldig gepubliceerd in 1934 door Wu & Claassen.